# سوق.كوم
سوق.كوم هي منصة للتجارة الإلكترونية باللغة العربية والإنجليزية، مملوكة لشركة أمازون. تعد واحدة من أكبر المتاجر الإلكترونية في الوطن العربي. في 28 مارس 2017، استحوذت شركة أمازون على سوق.كوم مقابل 580 مليون دولار. في 1 مايو 2019، أصبح موقع سوق.كوم الإمارات العربية المتحدة معروفًا باسم Amazon.ae، وأيضاً في 17 يونيو 2020، أصبح سوق.كوم السعودية معروفًا باسم Amazon.sa، وأيضًا تغير سوق.كوم مصر في 1 سبتمبر 2021 إلى Amazon.eg. وتحولت الشركة من العمل بالعلامة التجارية سوق.كوم إلى العمل بعلامة مؤسسة أمازون العالمية الرائدة في مجال التجارة الالكترونية.

## تاريخها
تم افتتاحها في نهاية عام 2005 بواسطة الرئيس التنفيذي رونالدو مشحور ومدير التسويق والعلاقات العامة هيثم مسعود وكانت الإدارة سبب نجاح الموقع في مجال الإنترنت، لامتيازها بخبرة إدارة مشاريع التجارة الإلكترونية سابقا.
ارتبط الموقع فيما بعد ببوابة «مكتوب». وعند استحواذ ياهو على مكتوب في آب (أغسطس) 2009، لم يكن سوق.كوم مشمولاً في الصفقة، فانفصل عن مكتوب ليبقى جزءاً من مجموعة جبار للإنترنت. بعد ذلك، وفي أوائل عام 2011، تحول الموقع إلى نموذج سوق يبيع بأسعار ثابتة، وثم أطلق قسم البيع بالتجزئة في أواخر عام 2011.
وفي سبتمبر 2016، أعلنت شركة سوق عن رغبتها بيع 30% من أسهمها للتداول، وقامت باختيار شركة غولدمان ساكس لإيجاد مشترين لحصتها.

### استحواذ أمازون
في نهاية عام 2016، انتشرت بعض الأخبار عن اعتزام شركة أمازون لشراء سوق.كوم بنحو 650 مليون دولار، وتم الإعلان رسمياً عن وجود مفاوضات لكن لم تتم الصفقة، وفي مارس 2017 ظهرت أخبار غير رسمية حول اعتزام شركة إعمار الإماراتية على شراء سوق.كوم بنحو 800 مليون دولار وسط تكهنات بأن هذا العرض تسبب في تأجيل حسم صفقة أمازون، كما انتشرت أيضاً بعض الأخبار عن اعتزام موقع مجموعة علي بابا الصينية دخول المنافسة لشراء سوق.كوم.
وفي 28 مارس 2017 أعلنت شركة سوق على لسان مديرها التنفيذي رونالدو مشحور عن إتمام صفقة بيع سوق.كوم لشركة أمازون الأمريكية دون الإعلان عن قيمة الصفقة الحقيقية.

## استثمارات
في 6 فبراير 2016، حصلت سوق دوت كوم على استثمارات بقيمة 300 مليون دولار أميركي بنسبة ملكية رفعت تقييم الشركة إلى مليار دولار، لتصبح بذلك شركة مليارية ويطلق عليها مصطلح «شركة أحادية القرن أو يونيكورن» لوصفها في دلالة إلى ندرة نجاحها بالوصول إلى هذا التقييم.
وسبق لسوق.كوم أن حصل على استثمارات من “تايغر” الأميركية، و”ناسبر” الجنوب أفريقية، و”مؤسسة النقد الدولي.”

## عن الشركة
يجذب سوق.كوم اليوم أكثر من 23 مليون زائر شهرياً، وينمو بسرعة كبيرة بسبب ازدياد عدد المتسوقين عبر شبكة الإنترنت في العالم العربي، حيث أعلن في عام 2016 عن نجاح سوق ببيع 8 ملايين سلعة من خلال متاجرها عبر الإنترنت.
و بالإضافة إلى مقره الرئيسي في دبي، في دولة الإمارات العربية المتحدة؛ يلبي سوق.كوم احتياجات الأسواق المحلية بمكاتب تجارية له في كل من مصر والسعودية ؛ ومركز للتطوير التقني في الأردن والهند.

## وصلات خارجية
- الموقع الرسمي